# Seta Tamanivalu
Setareki Tamanivalu (Lautoka, 23 luglio 1992) è un rugbista a 15 figiano naturalizzato neozelandese, internazionale per la Nuova Zelanda, che gioca come tre quarti ala per il Brave Lupus in Japan Rugby League One.

## Biografia
Tamanivalu nacque nelle isole Figi, dove studiò presso la Lelean Memorial School; nel 2010 partecipò ad un tour in Australia con la selezione nazionale under 18 di Rugby League dei liceali figiani. Successivamente si trasferì in Nuova Zelanda per frequentare il Saint Kentigern College.
Inserito nella rosa di Taranaki per l'ITM Cup 2012, proprio in questa competizione fece il suo esordio nel rugby professionistico giocando come titolare la partita contro Auckland. L'annata 2013 lo vide maggiormente coinvolto, per presenze e punti marcati, nel campionato della squadra neozelandese di cui risultò miglior metaman, vinse inoltre il riconoscimento di giocatore più promettente della rosa. Nel 2014 fu protagonista nella vittoria di Taranaki nel National Provincial Championship venendo anche premiato con miglior giocatore della competizione. L'anno successivo firmò un contratto con i Chiefs con i quali esordì in Super Rugby giocando come titolare l'incontro con i Brumbies.
Nel giugno del 2016, l'allenatore degli All Blacks Steve Hansen lo convocò nella selezione neozelandese per affrontare il Galles durante il tour della nazionale britannica in Nuova Zelanda; in totale giocò due partite, subentrando entrambe le volte dalla panchina.

## Palmarès
- Super Rugby: 2
Crusaders: 2017, 2018
- National Provincial Championship: 1
Taranaki: 2014
- Japan Rugby League One: 1
Toshiba Brave Lupus: 2023-24